# 折返しダイポールアンテナ

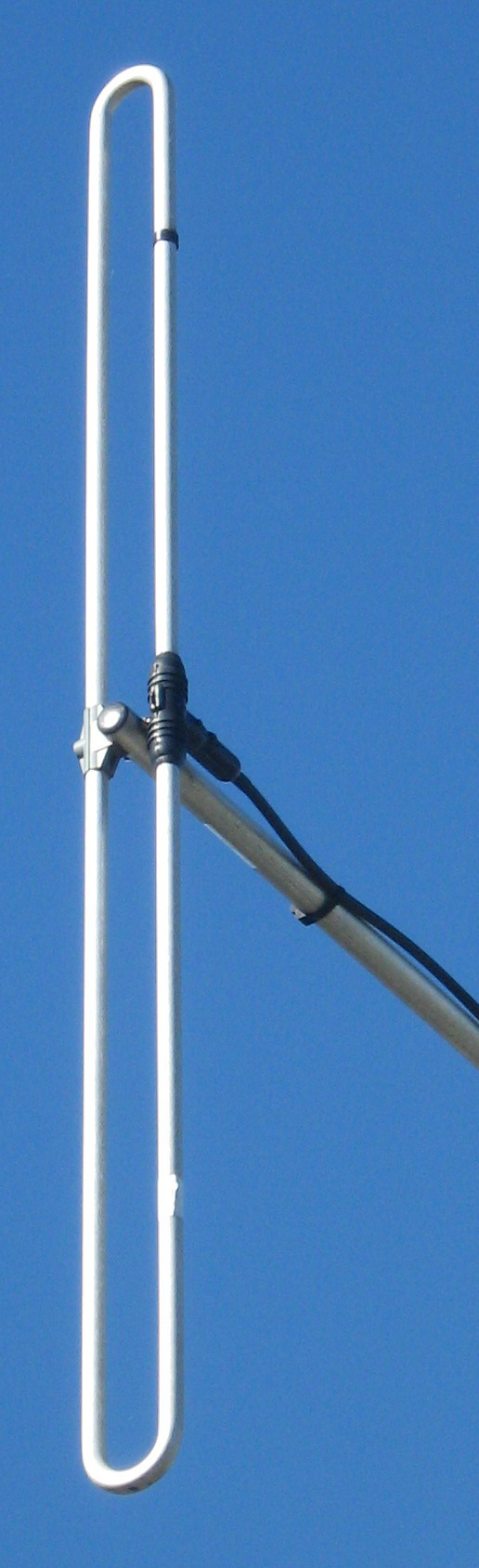
折返しダイポールアンテナ

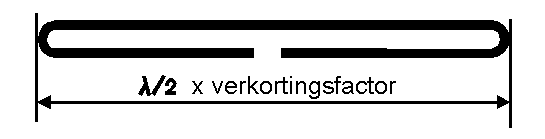
折返しダイポールアンテナのエレメント

折返しダイポールアンテナ（おりかえしダイポールアンテナ、folded dipole antenna ）は、無線通信用のアンテナの一種である。英語名称そのままフォールデッドダイポールアンテナと呼ばれる事が多い。
全長が1/2波長のダイポールアンテナと平行に、もう1本の導線（エレメント）を設け、それぞれ両端を接続した構造である。中波から超短波において単独で用いられるほか、八木・宇田アンテナの輻射器として用いられることが多い。直流ではショート状態となるため、静電気や誘導雷による無線機(あるいはテレビ・ラジオ等)の破損を防ぐことができる。全長が1/2波長の場合「自己平衡作用」があり、不平衡給電可能である。
インピーダンスはダイポールアンテナの4倍、約293Ωとなる。通常の同軸ケーブル（インピーダンスが50Ωまたは75Ω）で給電する場合には、インピーダンス変換・平衡不平衡変換器（バラン）を設ける。インピーダンスが300Ωの平行フィーダー線であればそのまま給電できる。
ダイポールアンテナと比較して、折返したエレメントと本来のダイポールアンテナ部の平行間隔など設計の自由度が高いので、指向性や周波数帯域をある程度調整できる。ループアンテナは、折返しダイポールアンテナのエレメントを円形に伸展変形したものとみなすこともできる。
家庭で用いられる代表的な製品としては、FMラジオの受信用に平行フィーダー線で作られたものや、テレビ受信用の室内アンテナとして2本のU字型エレメントの中心角を変えられるものがある。
発展型として、2本よりさらに多い数の折返しを設けたものや、2本のエレメントの太さの比を変えてインピーダンスを変えたものもある。また、グランドプレーンアンテナ（GPアンテナ）のエレメントを折返したものや、ダイポールアンテナの片側エレメントのみ折返し、バラン無しで同軸ケーブルに直接接続したものなど、様々な発展型が存在する。特に、GPアンテナに適用したものは、150MHz帯または400MHz帯の業務無線局の基地局用アンテナとして、広く普及している。